# 獨魯萬機場
丹尼爾·Z·羅穆亞爾德斯機場（瓦瑞瓦瑞語：Luparan Daniel Z. Romualdez、他加祿語：Paliparang Daniel Z. Romualdez）IATA代码：；ICAO代码：，常稱為獨魯萬機場（Tacloban City Airport），為獨魯萬市的主要機場。獨魯萬為萊特島的重要城市，本機場為該島通往馬尼拉和宿霧省的門戶。獨魯萬機場被菲律賓民航局指定為第一級國內線機場。截至2013年，獨魯萬機場為菲律賓境內45個商用機場中，客運量第八大的機場。
機場以丹尼爾·Z·羅穆亞爾德斯命名，羅穆亞爾德斯為一名菲律賓眾議員。菲律賓有兩座以羅穆亞爾德斯家族命名的機場，另一座為馬蒂的伊美黛·R·馬可仕機場，為以菲律賓先總統费迪南德·马科斯夫人伊梅尔达·羅穆亞爾德斯-马科斯命名。
2013年11月8日，海燕颱風重創獨魯萬機場。2015年1月17日，為安撫海燕颱風帶來的災情，教宗方濟各在該機場的停機坪進行盛大的露天彌撒，吸引了全國近50萬名信徒到場。

## 歷史

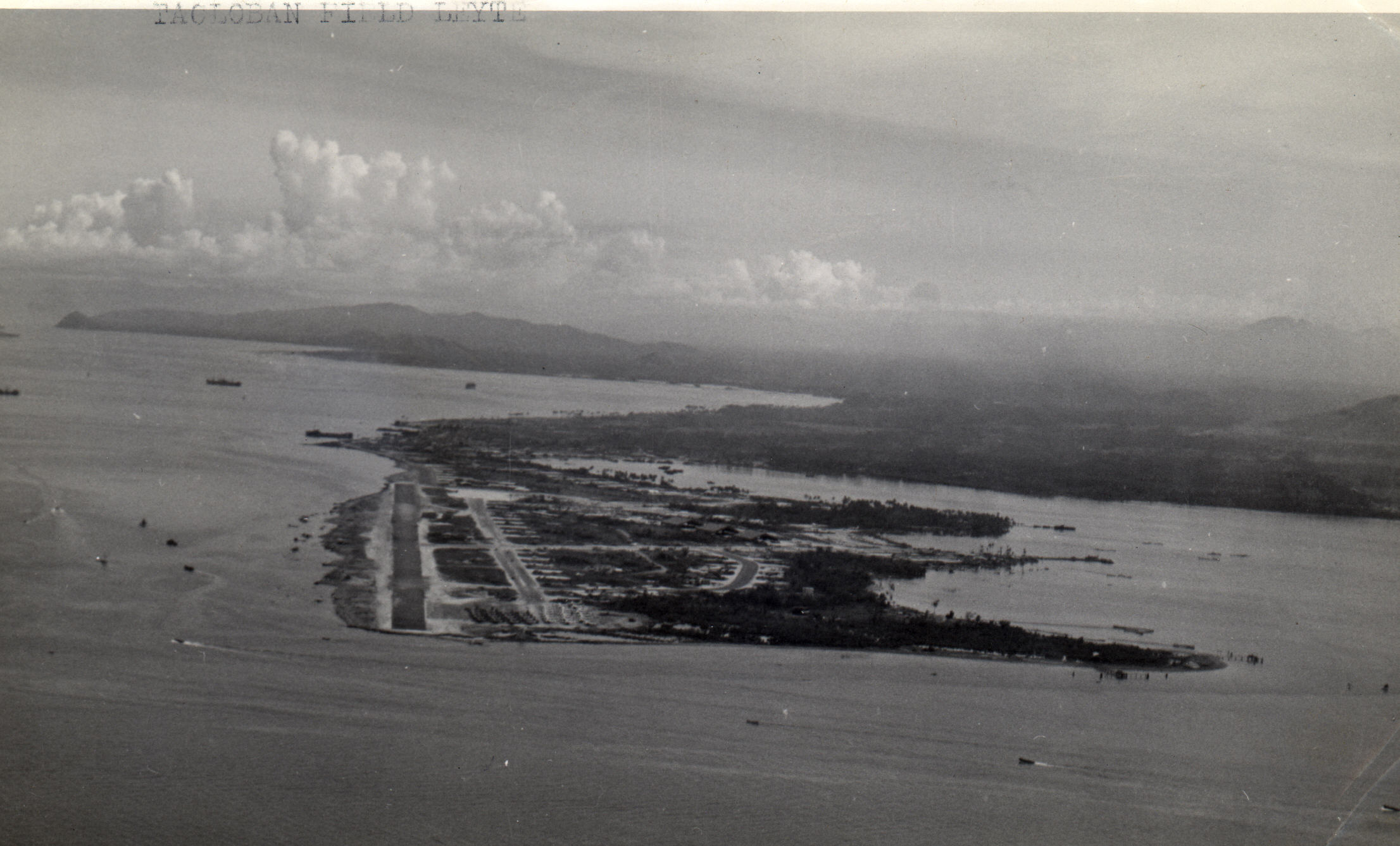
獨魯萬機場停機坪空照圖

海燕颱風肆虐後的獨魯萬機場

### 二次大戰
獨魯萬機場的前身為聖荷西簡易機場（San Jose Airstrip），是美國空軍在第二次世界大战的軍用機場。曾駐紮於此的軍隊包含第43轟炸機聯隊（1944年11月15日－1945年3月16日）、第345轟炸機聯隊（1945年1月1日－2月13日）、第417轟炸機聯隊（1944年12月6日－12月22日）、第49戰鬥機聯隊（1944年10月24日－12月30日）、第348戰鬥機聯隊（1944年11月16日－1945年2月4日）、第421戰鬥機中隊（1944年10月25日－1945年2月8日），以及第547夜間戰鬥機中隊（1944年11月9日－1945年1月11日）。
二戰過後，機場轉作民航用途，一般稱之為獨魯萬機場。其正式名稱則是依前第一夫人伊美黛的叔叔丹尼爾·Z·羅穆亞爾德斯命名。丹尼爾是萊特省議員，也是菲律賓參議院第十任發言人。

### 海燕颱風
2013年11月7日至8日，海燕颱風重創獨魯萬及東米沙鄢。在195 mph（314 km/h）的風速及13英尺（4米）的暴潮襲擊下，獨魯萬機場受到嚴重破壞。航廈及塔台都被夷為平地，機場功能完全癱瘓。11月11日，機場重新開放，但僅限渦輪螺旋槳發動機使用。迄今已接受A320客機停靠。
2015年1月17日，教宗方濟各於獨魯萬機場的停機坪進行露天彌撒，以悼念海燕颱風造成的破壞，吸引全國近50萬信徒前來。

## 設備
獨魯萬機場設有一座一層樓高的航廈、塔台，以及行政中心。航廈有起飛區及到達區，起飛區設有一道登機門、安檢掃描設備，以及紀念品販賣部。到達區則設有行李傳送盤，以及搬運員服務台。塔台位於航廈東側，負責機場的主要聯繫。行政中心則是機場員工及民航局人員辦公處。

## 地面運輸
中獨魯萬可搭乘吉普尼抵達機場。2010年起，機場計程車開始服務，負責市中心公車總站的乘客及機場之間的運輸，以及周圍景點如聖胡安尼科橋、帕洛市的麥克阿瑟登陸紀念碑等地的交通。

## 未來發展
獨魯萬市政府已提出建設新航廈的計畫。新航廈會採用BOT模式進行，預計耗資3-3.5億披索。
2012年8月，菲律賓交通及通訊部撥3.19億披索整修獨魯萬機場及第波羅機場。其中獨魯萬分配到2.516億，負責重建停機坪及滑行道，另還包含東北角海岸加固工程、道肩校正、箱涵排水系統，以及過渡期建設。
2012年9月13日，預算部門耗資46億披索以支持與交通及通訊部的官民合作案，整建航廈以因應更多旅客。

## 航空公司及目的地
| 航空公司                     | 目的地       |
| ---------------------------- | ------------ |
| 宿翱航空                     | 宿霧         |
| 宿霧太平洋航空               | 馬尼拉       |
| 菲律賓航空 由PAL Express營運 | 宿霧、馬尼拉 |
| 菲律宾亚洲航空               | 馬尼拉       |

## 統計
獨魯萬機場為菲律賓境內客運量前十名的機場，年成長率達2.6%，截至2013年為止，該機場客運量居全國商用機場第八位。
| 年分 | 客運量    | 成長率（%） |
| ---- | --------- | ----------- |
| 2001 | 299,292   |             |
| 2002 | 303,490   | ▲ 1.40%     |
| 2003 | 283,573   | ▼ 6.56%     |
| 2004 | 289,669   | ▲ 2.15%     |
| 2005 | 328,358   | ▲ 13.36%    |
| 2006 | 399,885   | ▲ 21.78%    |
| 2007 | 511,322   | ▲ 27.87%    |
| 2008 | 627,108   | ▲ 22.64%    |
| 2009 | 892,425   | ▲ 42.31%    |
| 2010 | 907,347   | ▲ 1.67%     |
| 2011 | 1,009,575 | ▲ 11.27%    |
| 2012 | 1,149,592 | ▲ 13.87%    |
| 2013 | 538,727   | ▼ 53.14%    |
| 2014 | 863,634   | ▲ 60.31%    |
| 2015 | 260,113   | TBK         |

## 事件
- 1984年8月4日，一架菲律賓航空班機衝出跑道36英尺並迫降海中，機上70人全數生還[15]。
- 2007年2月15日，一架飛往馬尼拉的菲律賓航空班機衝出跑道，機上133名旅客及6名機組人員平安無事[16]。
- 2009年2月13日，一架宿霧太平洋航空班機的引擎捲入鳥隻，造成扇葉損毀[17]。
- 2010年5月7日，一架飛往宿霧的宿霧太平洋航空班機ATR 72-500在預備起飛的滑行期間，機翼與一架菲律賓航空的A320客機相撞。
- 2013年11月8日，海燕颱風摧毀了機場航廈[18]。
- 2015年1月17日，一架龐巴迪宇航雙引擎噴射機衝出跑道，機上乘有兩名閣員，此次意外無人傷亡[19]。

## 外部連結
- 世界航空数据库中的RPVA机场数据，数据截止日期：2006年10月。

Template:Major airports in the Philippines

Category:Buildings and structures in Tacloban
Category:Airfields of the United States Army Air Forces in the Philippines